# Obywatel Jones
Obywatel Jones (ang. Mr. Jones) – polsko-brytyjsko-ukraiński thriller historyczny z 2019 roku w reżyserii Agnieszki Holland. Film miał swoją premierę w konkursie głównym na 69. MFF w Berlinie.

## Fabuła
Film opowiada historię walijskiego dziennikarza Garetha Jonesa (1905–1935), jednego z nielicznych obcokrajowców, którzy byli bezpośrednimi obserwatorami wielkiego głodu na Ukrainie (pochłonął według różnych szacunków od 3 do 6 milionów ofiar), zamordowanego prawdopodobnie przez NKWD.

## Produkcja
Okres zdjęciowy trwał od marca do czerwca 2018. Zdjęcia do filmu kręcone były na terenie Polski w: Krakowie, Katowicach i Dąbrowie Górniczej w Pałacu Kultury Zagłębia, w Sosnowcu, Pyskowicach, Brzesku, Kaliszu i Warszawie. Poza Polską zdjęcia kręcono także w Szkocji (m.in. w Edynburgu) i na Ukrainie (w Charkowie). Film został dofinansowany przez Polski Instytut Sztuki Filmowej i Krakowskie Biuro Festiwalowe.

## Nagrody
Film otrzymał 2 nagrody na 44. Festiwalu Polskich Filmów Fabularnych w Gdyni. W konkursie głównym otrzymał nagrodę dla najlepszego filmu Złote Lwy oraz za najlepszą scenografię dla Grzegorza Piątkowskiego.